# مجلس وزراء الصحة العرب
مجلس وزراء الصحة العرب هو مجلسٌ وزاري يتبع جامعة الدول العربيَّة، وكانت قد وافقت على إنشائه بقرار رقم 3275 خلال الدورة 63 المنعقدة بتاريخ 26 أبريل/نيسان 1975. كما أقرت جامعة الدول العربية التسمية الإنجليزية والفرنسية لهذا المجلس، ويسمى باللغة الإنجليزية «Council of Arab Ministers for Health»، وباللغة الفرنسية «Conseil arabe des ministres de la santé». كما توضح المصادر بأنَّ مهمة المجلس تتمثل في «تنمية التعاون العربي وتوحيد التشريعات في مجال الشؤون الصحية والإشراف على أعمال المنظمة العربية للصحة التي تهدف إلى رفع مستوى الصحة للشعوب العربية سواء من حيث الوقاية أو العلاج».
كان وزراء الصحة العرب قد أقروا النظام الأساسي لهذا المجلس في فبراير/شباط 1975 ليكون بديلًا عن إنشاء «المنظمة العربيَّة للصحة» والتي كانت سبع دولٍ عربية قد وافقت على إنشائها، ولكنَّ جامعة الدول العربيَّة فضلت إنشاء المجالس الوزاريَّة على المنظمات المتخصصة لاعتباراتٍ عدة، منها: سهولة إنشاء المجالس دون اتفاقياتٍ تحتاج إلى موافقة الدول الأعضاء، والقدرة الإشرافيَّة للجامعة على المجالس بدلًا من منظماتٍ مستقلة قانونيًا، وتقليل النفقات.